# Chen Qiushi
Chen Qiushi (Heilongjiang, setembro de 1985) é um advogado, ativista e jornalista chinês que se tornou amplamente conhecido por fornecer cobertura em primeira mão dos protestos de Hong Kong em 2019-2020 e do surto de coronavírus em 2019-2020.
Seus vídeos relatavam que os hospitais locais estavam lutando para lidar com o número de pacientes que precisavam de tratamento e questionava as medidas para combater infecções por coronavírus.
Desde 6 de fevereiro de 2020 — período do surto do novo coronavírus — está desaparecido.